# Segerkegel

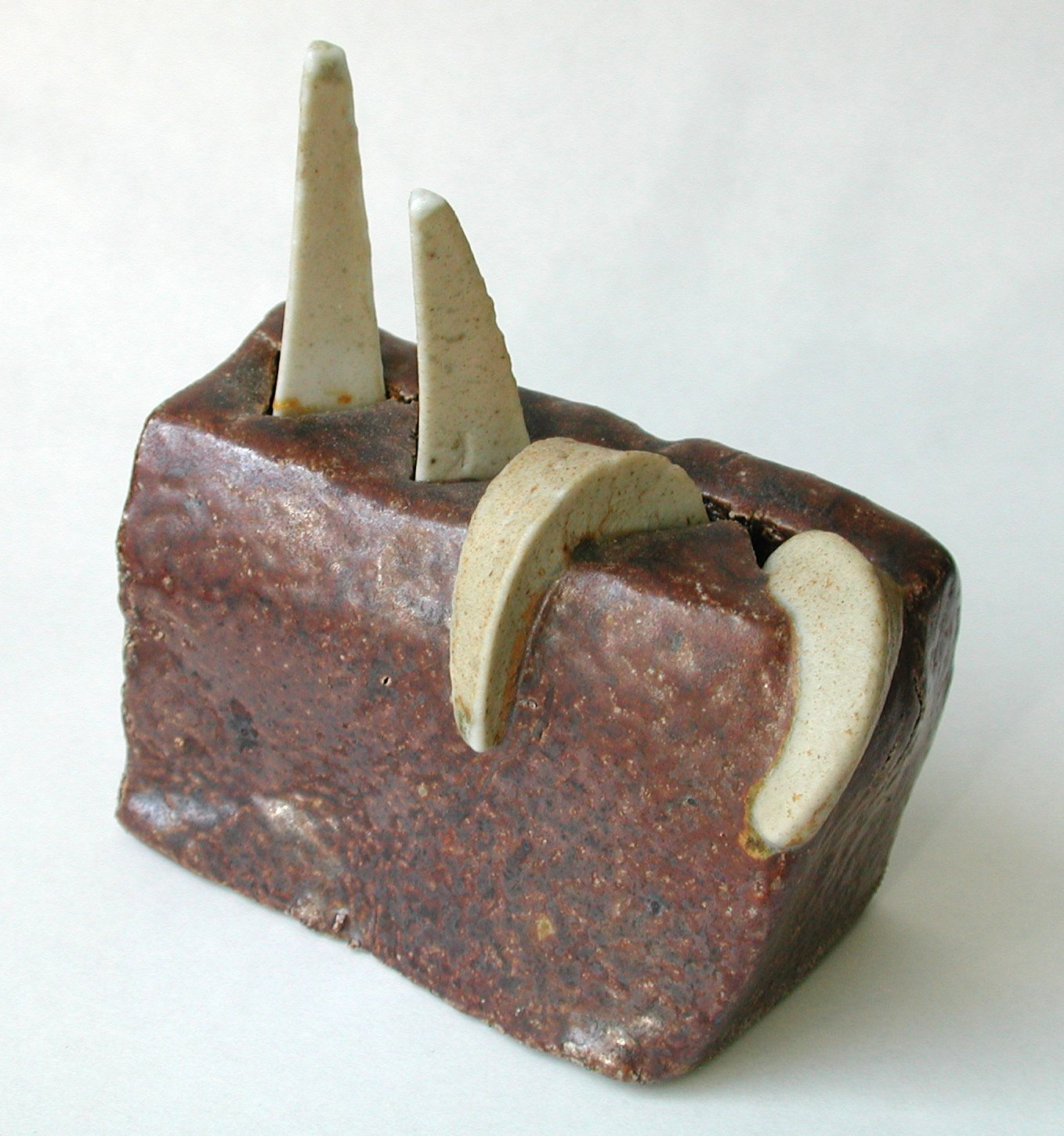
Segerkegel nach Gebrauch

Segerkegel (Einheitszeichen SK) sind Prüfkörper zur Bestimmung der Feuerfestigkeit. Sie sind nach dem Keramiker Hermann Seger (1839–1893) benannt, der sie 1885 für seine Untersuchungen zur Feuerfestigkeit verschiedener Materialien entwickelte. Die Normkegel aus dem zu prüfenden Material sind etwa 5 cm hoch und leicht angeschrägt. Der Kegel wird in einem Ofen langsam erhitzt. Wenn die Kegelspitze vollständig umgekippt ist und den Boden berührt, ist die Kegelfalltemperatur bestimmt. Anhand der Referenzliste wird der Segerkegel abgelesen:
(Auszug)
SK 17 = 1500 °C
SK 27 = 1600 °C
SK 31 = 1700 °C
SK 36 = 1800 °C
SK 40 = 1900 °C
Es gibt Vergleichskegel nach ISO, Orton oder H.P.C. Diese können untereinander umgerechnet werden. In Deutschland wurde bis 2005 gewöhnlich der Segerkegel verwendet – er wurde danach nicht mehr hergestellt. In vielen Bereichen wird daher nun der Ortonkegel eingesetzt.
Der Kegelfallpunkt gibt für die Feuerfestigkeit eines Materials keine ergiebige Auskunft – dem Fachmann gibt er aber einen pragmatischen Anhaltspunkt, da er die Auswirkung von Temperatur und Zeit widerspiegelt. Ein wichtiger Einsatz war beim Brennen von Ziegeln im Ringofen gegeben, da hierbei die Brennzone umlaufend war. Die erforderliche Zeit war vom Umlauf angefordert. Die Brennstoffzufuhr und somit die Temperatur wurde mittels Segerkegel durch ein Sichtloch in der vermauerten Türöffnung beobachtet. Neue Technologien änderten die Ansprüche, etwa für automatische Brennführung.
Belastbarere Informationen geben  Heißdruckfestigkeit, Temperaturwechselbeständigkeit, Thermische Dehnung und andere Kennwerte. Die Verwendung von Segerkegeln tritt zunehmend in den Hintergrund.
Segerkegel aus einem Material mit definiertem Fallpunkt dienen immer noch zur Temperaturbestimmung vorzugsweise in Brennöfen für Keramik- und Töpferwaren. Damit kann die Garbrandtemperatur beim Brennen keramischer Erzeugnisse ausreichend bestimmt werden. Dieser Einsatz ist anderseits seit der Verfügbarkeit von günstigen Hochtemperatur-Thermometern rückläufig. Mittlerweile werden statt der Kegel oft Temperatur-Messringe (zum Beispiel Buller-Ringe) eingesetzt. Sie reagieren genau wie die Kegel und das Brenngut auf die Auswirkung von Temperatur und Zeit im Ofen. Die Schwindung des Ringdurchmessers dient als Maß für die Temperatur im Ofen.